# SMS B 122
B 122 – niemiecki niszczyciel z okresu I wojny światowej. Pierwsza jednostka typu B 122. Okręt wyposażony w cztery kotły parowe opalane ropą. Zapas paliwa 716 ton. Okrętu nie zdążono ukończyć przed końcem wojny. Z listy floty został skreślony 3 listopada 1919 roku, złomowany w 1921 roku.